# 投書欄 (ポルカ)
『投書欄』（とうしょらん、ドイツ語: Eingesendet）作品240は、ヨーゼフ・シュトラウスが作曲したポルカ・シュネル。『短いことづて』という題名でも知られる。

## 解説
原題の≪Eingesendet≫とは、「短い」と「ことづて」の合成語で、「新聞の投書欄」を意味するものである。このことから、文字通りの『短いことづて』と意味を重視した『投書欄』の二つの邦題が並立している。
1868年2月4日、ウィーンのジャーナリストと作家による協会「コンコルディア」がゾフィエンザールで催した「コンコルディア舞踏会」で初演された。同日、兄ヨハン・シュトラウス2世がワルツ『ジャーナリスト』（op.321）、 弟エドゥアルト・シュトラウス1世がポルカ・フランセーズ『追伸』（op.35）を初演している。
シュトラウス兄弟の作品の中で新聞に関連した曲名を持つものは、大抵の場合は「コンコルディア」に関連している。ちなみに、兄ヨハン2世は1864年に有名なワルツ『朝の新聞』を作曲しているが、これの献呈先も同じく「コンコルディア」である。